# 陕甘山桃
陕甘山桃（学名：Prunus davidiana var. potaninii）为蔷薇科李属下的一个变种。

## 扩展阅读
- 維基物種上的相關：陕甘山桃